# Mim de les artemises
El mim de les artemises (Oreoscoptes montanus) és un ocell de la família dels mímids (Mimidae), i única espècie del gènere Oreoscoptes Baird, 1858.

## Hàbitat i distribució
Habita praderies i zones estepàries de Nord-amèrica, des del sud de la Colúmbia Britànica, centre d'Idaho, sud de Montana, sud-oest de Saskatchewan, nord i sud-est de Wyoming i Colorado, cap al sud, a través de l'est de Washington i est d'Oregon fins l'est de Califòrnia, sud de Nevada, sud d'Utah, nord-est d'Arizona, oest i nord de Nou Mèxic nord de Texas, oest d'Oklahoma i sud-oest de Kansas.